# Episodi di Still Star-Crossed
La prima e unica stagione della serie televisiva Still Star-Crossed è andata in onda negli Stati Uniti dal 29 maggio al 29 luglio 2017 sul canale ABC.
In Italia la serie è inedita.
| n. | Titolo originale                               | Titolo italiano | Prima TV originale | Prima TV Italia |
| -- | ---------------------------------------------- | --------------- | ------------------ | --------------- |
| 1  | In Fair Verona, Where We Lay Our Scene         |                 | 29 maggio 2017     |                 |
| 2  | The Course of True Love Never Did Run Smooth   |                 | 5 giugno 2017      |                 |
| 3  | All the World’s a Stage                        |                 | 19 giugno 2017     |                 |
| 4  | Pluck Out the Heart of My Misery               |                 | 8 luglio 2017      |                 |
| 5  | Nature Hath Framed Strange Fellows in Her Time |                 | 15 luglio 2017     |                 |
| 6  | Hell is Empty and All the Devils Are Here      |                 | 22 luglio 2017     |                 |
| 7  | Something Wicked This Way Comes                |                 | 29 luglio 2017     |                 |